# Antonio Sant'Elia
Antonio Sant'Elia (30 tháng 4 năm 1888 – 10 tháng 10 năm 1916), sinh ra tại Como, Lombardy, là một kiến trúc sư người Ý.
Elia mở văn phòng thiết kế tại Milano năm 1912 và gia nhập Chủ nghĩa vị lai. Từ năm 1912 đến 1914, Elia bị ảnh hưởng của Otto Wagner và Adolf Loos cũng như các thành phố công nghiệp của Mỹ, ông bắt đầu một loạt các thiết kế cho đồ án "Thành phố mới" (Città Nouva) được coi như một biểu tượng của tương lai.
Rất nhiều bản vẽ đã được ra mắt lần đầu và cũng là lần duy nhất tại triển lãm vào tháng 5 và 6 năm 1914 của nhóm Khuynh hướng mới (Nouve Tendenze) mà Elia là thành viên. Ngày nay, các bản vẽ được trưng bày tại Villa Olmo, gần Como.
Elia được cho là tác giả của Bản tuyên ngôn của kiến trúc vị lai, xuất bản tháng 8 năm 1914. Đây là một chủ đề tranh cãi vào giai đoạn đó. Trong đó, tác giả viết "Giá trị trang trí của kiến trúc tương lai phụ thuộc duy nhất vào việc sử dụng và bố cục của các loại vật liệu màu sắc mạnh mẽ, nguyên thủy và trần trụi".
Tương tự bản tuyên ngôn, đặc điểm kiến trúc của Elia là sự mạnh mẽ của tập hợp khối, các diện tấm lớn tạo ra phong cách biểu cảm oai hùng mang tính công nghiệp. Quan điểm của ông là một sự công nghiệp hóa cao độ của thành phố tương lai. Đó không chỉ là một tập hợp số lượng lớn của nhiều đơn vị nhà ở các thể độc lập, mà đó là một cấu trúc khổng lồ đa tầng, các đô thị liên kết tương tác, tích hợp thành một chuỗi đô thị, xem như "sinh lực" của đô thị. Các thiết kế của ông biểu lộ rõ đặc trưng của các nhà chọc trời với hình khối lớn, thô ráp, với các sân thượng, cầu và hành lang giao thông trên cao, biểu lộ sự khởi phát cuồng nhiệt của kiến trúc và kỹ thuật hiện đại.
Ông vừa là một người theo chủ nghĩa xã hội vừa là một người theo chủ nghĩa phục quốc, Sant'Elia gia nhập quân đội Ý trong Chiến tranh thế giới thứ nhất năm 1915 và bị giết tại Monfalcone năm 1916. Hầu hết các thiết kế của ông không được xây dựng, nhưng quan điểm và cách nhìn của ông có ảnh hưởng đến các thế hệ kiến trúc sư sau này. Một trong số đó là nhóm Archigram.

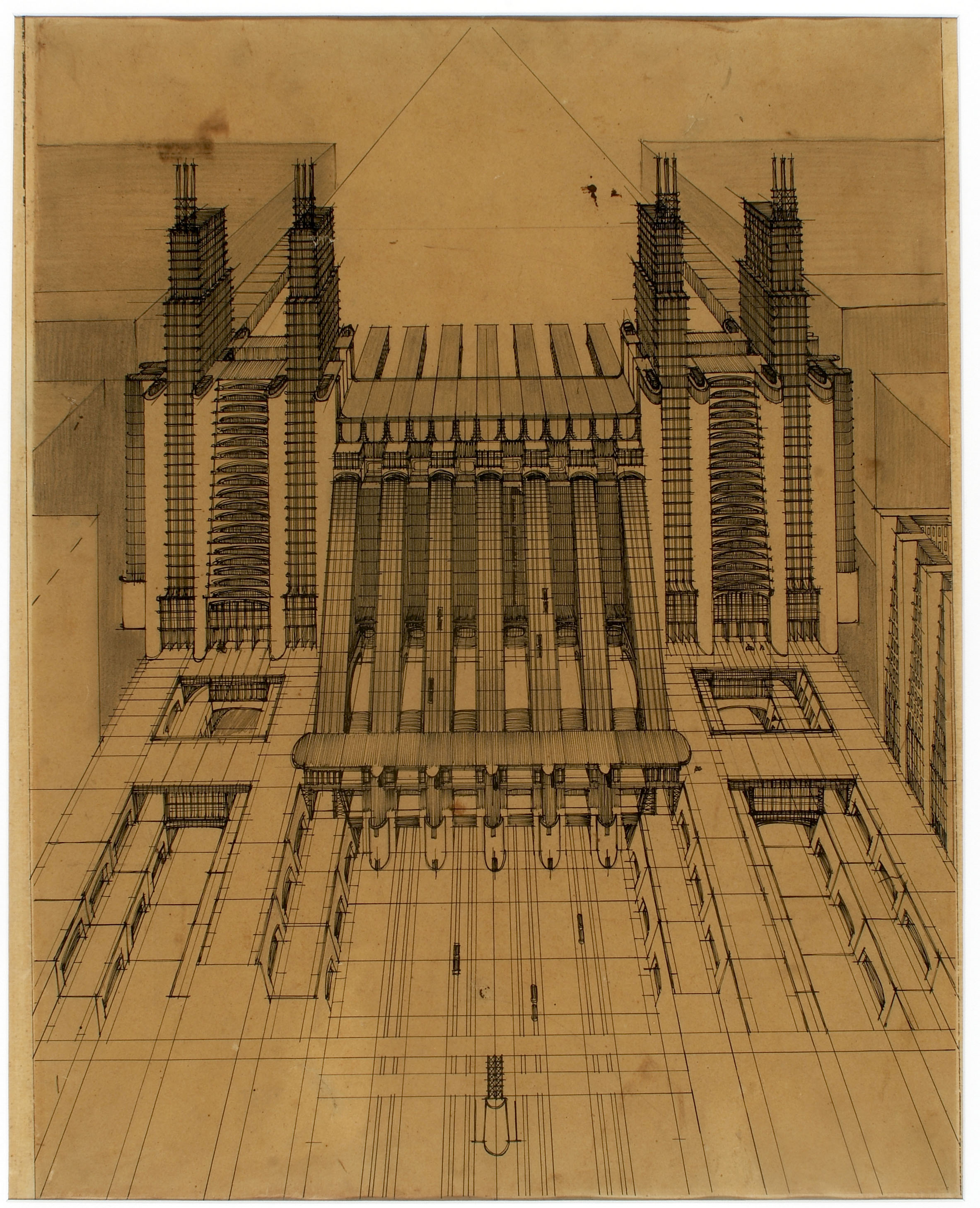
Đồ án Thành phố mới, 1914
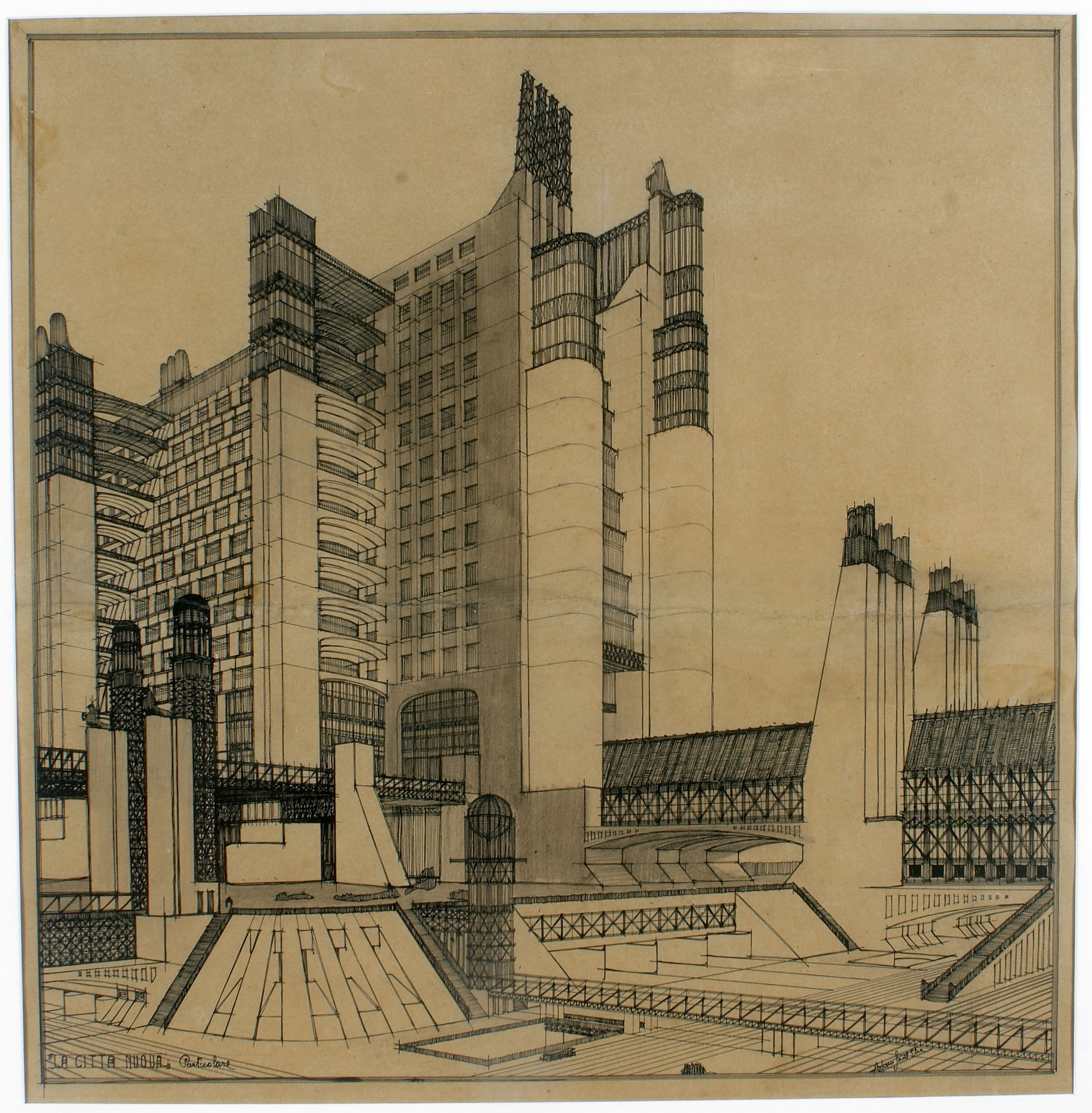
Đồ án Thành phố mới, 1914
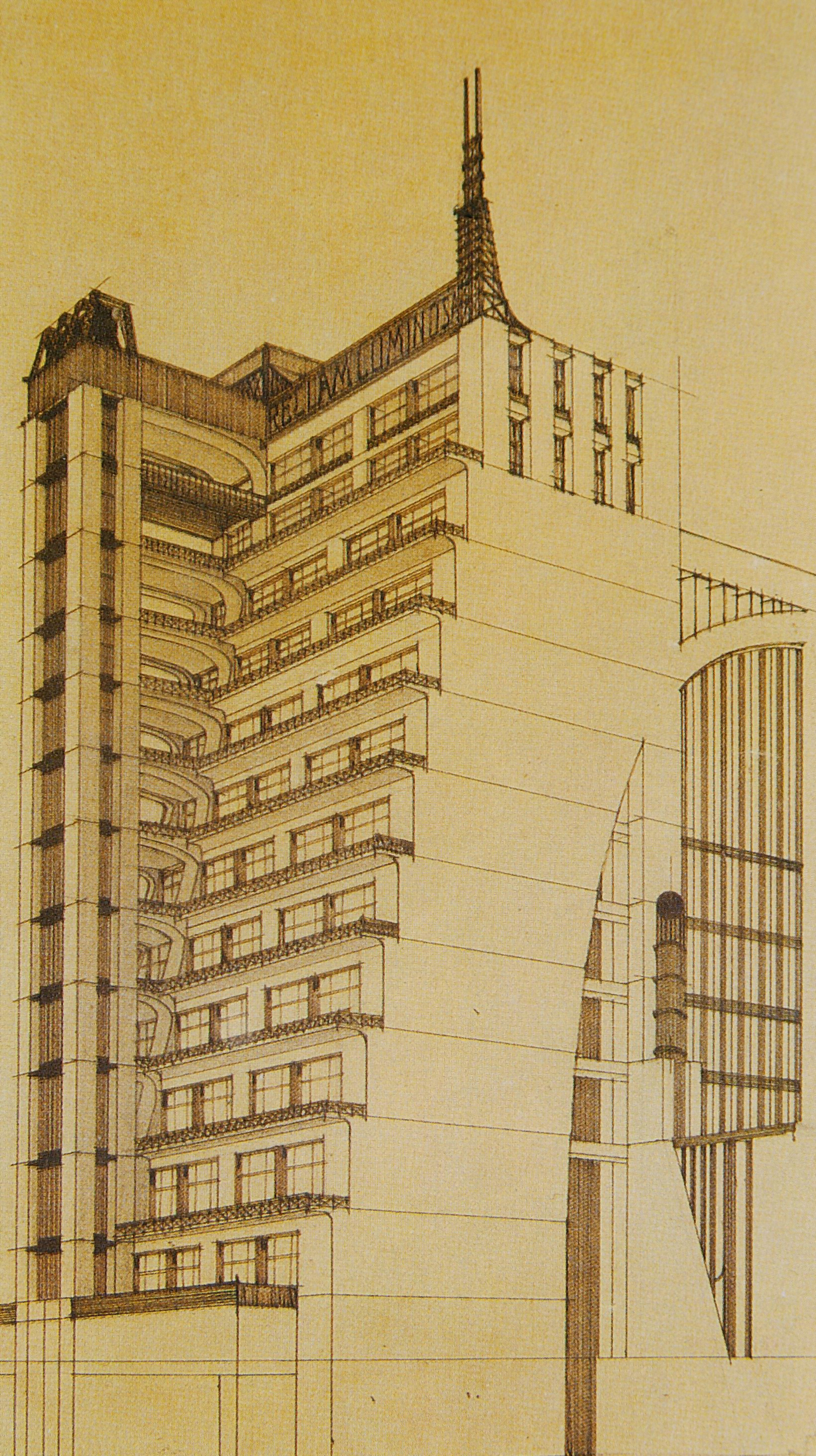
Đồ án Thành phố mới, 1914

## Tác phẩm
- La Citta Nuova (Thành phố mới), 1914